# Xaartuz
Xaartuz (em russo: Шаартуз; romaniz.: Shaartuz; em tajique: Шаҳритус ou شهر توس; romaniz.: Shakhrtus) é uma cidade do Tajiquistão. Segundo censo de 2020, havia 17 200 habitantes.